# Æthelberht (roi du Sussex)
Pour les articles homonymes, voir Ethelbert.
Æthelberht est un roi du Sussex de la première moitié du VIIIe siècle.

## Biographie
L'existence d'Æthelberht n'est documentée que par deux chartes. Les dates exactes de son règne sont inconnues, mais elles recoupent en partie celles de l'évêque de Selsey Sigeferth, puisque ce dernier apparaît comme témoin sur une charte non datée d'Æthelberht concernant une donation pour la construction d'une église à Wittering (West Wittering ou East Wittering). Les dates de l'épiscopat de Sigeferth ne sont pas établies de manière sûre : il est sacré en 733 et disparaît des sources après le concile de Clofesho, en 747. Sa mort prend place au plus tard en 765, date à laquelle un autre évêque officie à Selsey.
Æthelberht est également cité dans une sanction (non datée) d'une charte de Nothhelm. Une troisième charte se présente comme une donation d'un domaine à Chichester par Æthelberht à l'évêque Wilfrid, mais il s'agit d'une forgerie réalisée à une date ultérieure.